# The Toxic Avenger (musicista)
Simon Delacroix, meglio conosciuto con lo pseudonimo The Toxic Avenger (a volte Toxic Avenger) (18 aprile 1982), è un disc jockey, compositore e produttore discografico francese.

## Biografia
Il suo primo successo fu Super Heroes, che portò alla firma di un contratto con l'etichetta Iheartcomix.
Divenne conosciuto al pubblico per il suo album Angst, pubblicato dall'etichetta Roy Music il 16 maggio 2011. Ha pubblicato anche il video musicale, diretto da Wahib, per la canzone "Angst".
Ha pubblicato anche alcuni EP ed ha avuto numerose collaborazioni con molti artisti, tra i quali i canadesi Chromeo, Robert Bruce (dei britannici South Central) in Never Stop featuring Bruce e con video musicale diretto da Antoine Wagner.
Ha collaborato anche con il rapper francese Orelsan, particolarmente in N'importe comment, pubblicata nel 2010 in un EP contenente 9 remix.
Simon è conosciuto per esibirsi vestito in maschera, ma rimosse il vestito in maschera nell'EP pubblicato nel 2009 Toxic Is Dead, simboleggiando la morte della personalità che aveva assunto nel gruppo Ed Wood Is Dead.
Lo pseudonimo di Delacroix è un omaggio al film horror cult Il vendicatore tossico (The Toxic Avenger).
A The Toxic Avenger è stato anche dedicato un documentario della trasmissione SuperHero 2.0 della stazione musicale francese M6.

## Discografia

### LP
- 2009: Scion CD Sampler Volume 26: The Toxic Avenger (Scion AV)
- 2011: Angst (Roy Music)

### EP e singoli
- 2007: Superheroes (Iheartcomix Records)
- 2008: Bad Girls Need Love Too (Boxon Records)
- 2009: Toxic is Dead (Iheartcomix Records)
- 2010: N'importe Comment (feat. Orelsan) (Roy Music)
- 2010: Angst:One (Roy Music)
- 2011: Never Stop (feat. Robert Bruce) (Roy Music)
- 2011: Alien Summer (feat. Annie) (Little Owl Musical Recordings)
- 2012: 3/2/1 EP. (Roy Music)
- 2012: To the Sun (feat. Tulip) (Roy Music)
- 2013: Angst:Two (Roy Music)
- 2018: I (Roy Music)

### Remix
| Anno | Artista                      | Titolo                                                           |
| ---- | ---------------------------- | ---------------------------------------------------------------- |
| 2007 | Ballet Imperial              | "Superhuman"                                                     |
| 2007 | Blur                         | "Song 2" (The Toxic Avenger Remix & Trash Yourself Remix)        |
| 2007 | Dragonette                   | "Take It Like a Man"                                             |
| 2007 | Fredzefred                   | "All the Motherfuckers"                                          |
| 2007 | John Bourke                  | "What Is Love"                                                   |
| 2007 | Le Castle Vania              | "Tigertron"                                                      |
| 2007 | ManroX                       | "This Manrox" (The Toxic Avenger Yeah Yeah Remix)                |
| 2007 | Snowden                      | "Kill the Power"                                                 |
| 2007 | The Black Milk               | "Kissin"                                                         |
| 2007 | The Secret Handshake         | "Too Young"                                                      |
| 2007 | Tommie Sunshine              | "Dance Among the Ruins"                                          |
| 2008 | Art Whiplash                 | "Party, Sex & Bullshit"                                          |
| 2008 | Aux Raus                     | "Wire"                                                           |
| 2008 | Fckn Crew                    | "Carnage"                                                        |
| 2008 | Health                       | "Glitter Pills"                                                  |
| 2008 | Hermanos Inglesos            | "Komodo"                                                         |
| 2008 | Holiday for Strings          | "Two of You"                                                     |
| 2008 | Ladytron                     | "Ghosts"                                                         |
| 2008 | Late of the Pier             | "Space and the Woods"                                            |
| 2008 | Neon Stereo vs. Marcie       | "Fuck Me Baby"                                                   |
| 2008 | Playdoe                      | "It's That Beat"                                                 |
| 2008 | Pomomofo                     | "Island"                                                         |
| 2008 | Roger Sanchez                | "Another Chance"                                                 |
| 2008 | Saint Pauli                  | "I Need Rhythm"                                                  |
| 2008 | Sexual Earthquake In Kobe    | "Love With"                                                      |
| 2008 | The Beach Boys               | "Wouldn't It Be Nice" (Chépuky feat. Toxic Avenger Remix)        |
| 2008 | The Fire and Reason          | "NME" (The Fire and Reason vs. The Toxic Avenger - "NME V2 TXC") |
| 2008 | The Frail                    | "Who Am I?" (The Frail vs. The Toxic Avenger - "The Lights")     |
| 2008 | Tom Deluxx                   | "Assboxer"                                                       |
| 2008 | Vegastar                     | "Mode Arcade"                                                    |
| 2009 | Bonjour Afrique              | "Heavy"                                                          |
| 2009 | Bring Me the Horizon         | "Death Breath"                                                   |
| 2009 | D-Bag feat. Naan             | "Up to the Boy"                                                  |
| 2009 | Family Force 5               | "Fever"                                                          |
| 2009 | HeartsRevolution             | "Switchblade"                                                    |
| 2009 | Man & Man                    | "Les Grandes Vacances"                                           |
| 2009 | PacoVolume                   | "CookieMachine"                                                  |
| 2009 | Q.G.                         | "Reign In Blood"                                                 |
| 2009 | Sefyu                        | "Molotov 4"                                                      |
| 2009 | Sonny                        | "Mora" (Mora vs. The Toxic Avenger)                              |
| 2009 | Teen Heat                    | "Prep the Patient"                                               |
| 2009 | The Sterehoes                | "Juliette N'est Pas Morte"                                       |
| 2009 | The Whip                     | "Muzzle No. 1"                                                   |
| 2010 | Benny Benassi                | "Spaceship"                                                      |
| 2010 | Cocoon                       | "Tell Me The"                                                    |
| 2010 | Cyberpunkers                 | "Check This Out"                                                 |
| 2010 | Kings of Leon                | "Sex On Fire"                                                    |
| 2010 | Make the Girl Dance          | "Baby Baby Baby"                                                 |
| 2010 | Make the Girl Dance          | "Kill Me"                                                        |
| 2010 | RohFF                        | "94"                                                             |
| 2010 | Underoath                    | "In Division"                                                    |
| 2011 | Age of Consent               | "The Beach"                                                      |
| 2011 | Dax Riders feat. Yann Destal | "Raspberry Disco"                                                |
| 2011 | SomethingALaMode             | "Show Me"                                                        |
| 2011 | South Central                | "The Day I Die"                                                  |
| 2011 | Teenage Bad Girl             | "Tonton Funk"                                                    |
| 2011 | The Toxic Avenger            | "Alien Summer" (The Toxic Avenger Self Remix)                    |
| 2011 | Twin Twin                    | "ZXR"                                                            |
| 2011 | Velvet Code                  | "Say You Love Me"                                                |
| 2012 | DiscoMirage                  | "Triangles"                                                      |
| 2012 | Morbid Angel                 | "10 More Dead"                                                   |